# Etsi Minime
Etsi Minime é uma encíclica do Papa Bento XIV, de 7 de fevereiro de 1742, na qual o Pontífice, depois de reafirmar a necessidade fundamental de preparar os fiéis para o conhecimento da doutrina cristã, dá algumas instruções práticas detalhadas para ensiná-la proveitosamente; neste contexto, o Papa menciona as indicações contidas na carta pastoral Nossas advertências pastorais, publicada quando era arcebispo de Bolonha.

## Fonte
- Tutte le encicliche e i principali documenti pontifici emanati dal 1740. 250 anni di storia visti dalla Santa Sede, editado por Ugo Bellocci. Vol. I: Benedetto XIV (1740-1758), Libreria Editrice Vaticana, Città del Vaticano 1993